# Luisenklippe (Selketal)

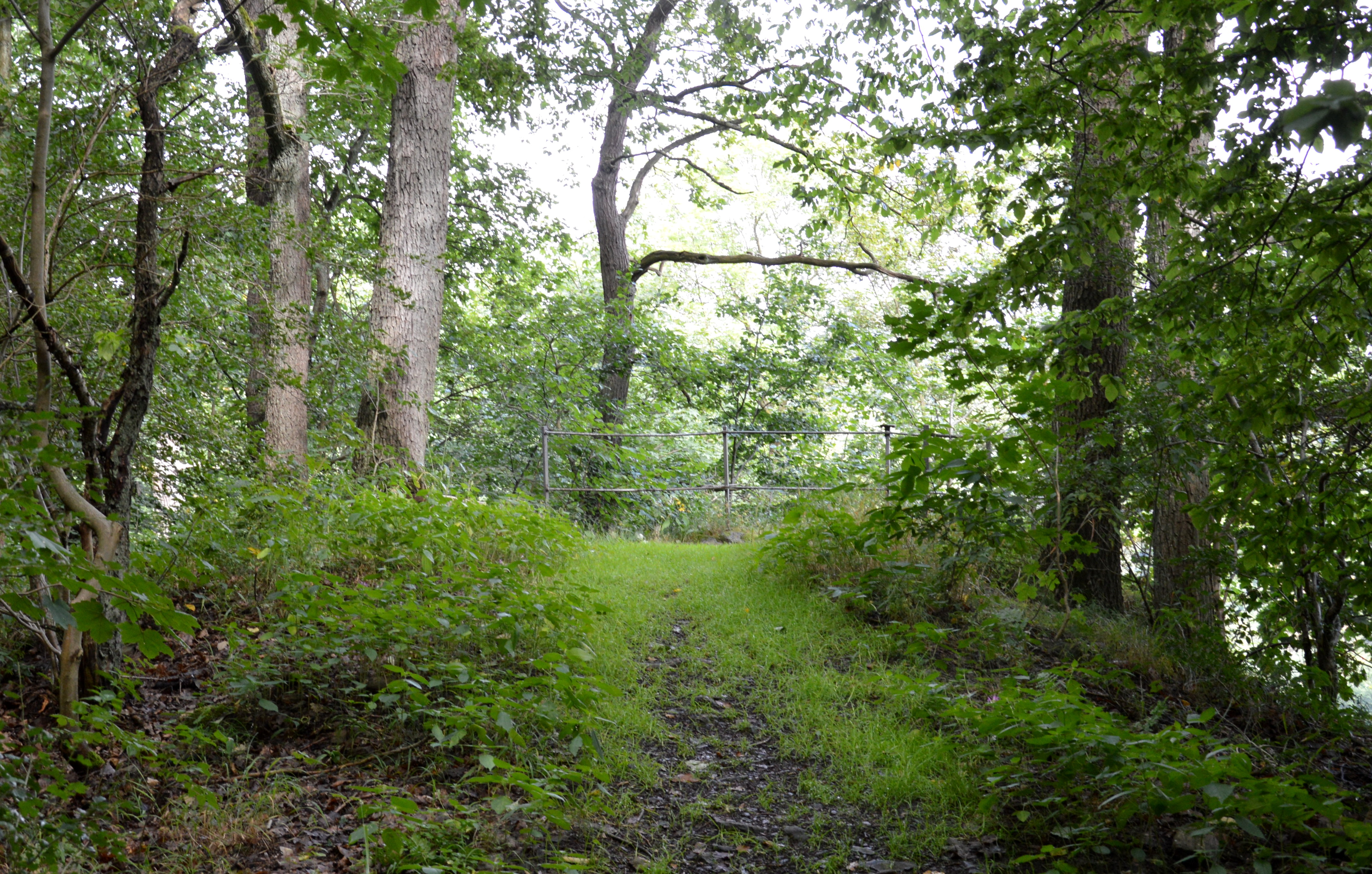
Luisenklippe

Die Luisenklippe ist eine Felsformation im Harz in Sachsen-Anhalt.
Sie befindet sich auf der rechten Seite hoch über dem Selketal, nordöstlich von Alexisbad. Nördlich der Klippe fällt der Habichtstein steil zur Selke hin ab. Etwas östlich verlaufen der Klippenweg und der Selketalstieg.
Benannt ist die Klippe nach Luise von Anhalt-Bernburg, für die etwas südwestlich der Klippe der Luisentempel errichtet wurde. Die Luisenklippe dient als Aussichtspunkt und ist mit einem Geländer gesichert. Die Aussicht von der Klippe in das Selketal ist durch Bewuchs eingeschränkt (Stand 2017). Der Aussichtspunkt wurde 1897 angelegt. Eine Instandsetzung erfolgte 2002.